# Nhà thờ chính tòa Firenze
Vương cung thánh đường chính tòa đô thành Đức Bà Phồn Hoa (tiếng Ý: Basilica cattedrale metropolitana di Santa Maria del Fiore) hay Nhà thờ chính tòa Firenze (Duomo di Firenze) là nhà thờ chính của Firenze, Ý. Xây dựng từ năm 1296 theo phong cách kiến trúc Gothic với thiết kế của Arnolfo di Cambio và hoàn thành cấu trúc trong năm 1436 với những mái vòm thiết kế bởi Filippo Brunelleschi. Bên ngoài của nhà thờ được lát bằng các tấm đá cẩm thạch nhiều màu trong sắc thái khác nhau của màu xanh lá cây và màu hồng giáp màu trắng và có một thế kỷ 19 xây dựng Gothic Phục hưng mặt tiền bởi Emilio De Fabris.
Tổ hợp nhà thờ, nằm ở quảng trường Piazza del Duomo, bao gồm Thành đường rửa tội và Gác chuông Giotto. Ba tòa nhà này là một phần của di sản thế giới UNESCO bao gồm trung tâm lịch sử Firenze và là một điểm thu hút lớn đối với du khách đến thăm Toscana. Các nhà thờ là một trong những nhà thờ lớn nhất của Ý, và cho đến khi sự phát triển của vật liệu cấu trúc mới trong kỷ nguyên hiện đại, mái vòm là lớn nhất trên thế giới. Nó vẫn là mái vòm bằng gạch lớn nhất từng được xây dựng.
Nhà thờ là nhà thờ mẹ của Tổng giáo phận Firenze, với tổng giám mục hiện nay là Hồng y Giuseppe Betori.